# Харківці (Бориспільський район)
Харківці — село в Україні, у Переяславській міській громаді Бориспільського району Київської області.

## Географія
Село Харківці розташоване за 91 км від обласного центру, 51 км від районного центру та 9  км від адміністративного центру міської громади, на березі річки Ільта. За 0,5 км від села пролягає автошлях територіального значення Т 1025.

## Назва
Назва села походить від імені Харька, що є димінованим імененем Харитон. Місцеве населення використовує умовний поділ села на «кутки» — Жуківка, Гора, Волоківка, Заріччя, Буслики, Тимошки. Походження назв кутків здебільшого пов'язане з ландшафтним розташуванням, та з прізвищами і вуличними прізвиськами родин, що колись мешкали в певній частині села. Місцеві прізвиська досі широко поширені серед мешканців села.

## Історія
За козаччини село Харківці належало до Першої сотні Переяславського полку Війська Запорозького.
За описом Київського намісництва 1781 року село відносилось до Переяславського повіту цього намісництва, і у ньому нараховувалось 126 хат виборних козаків, козаків підпомічників та підсусідків. Також у селі проживали два різночинці, один духівник та ще один церковник.
За книгою Київського намісництва 1787 року у Харківцях проживало 403 особи. Було у володінні різного звання «казених людей», козаків та власника — поручника Степана Малиновського.

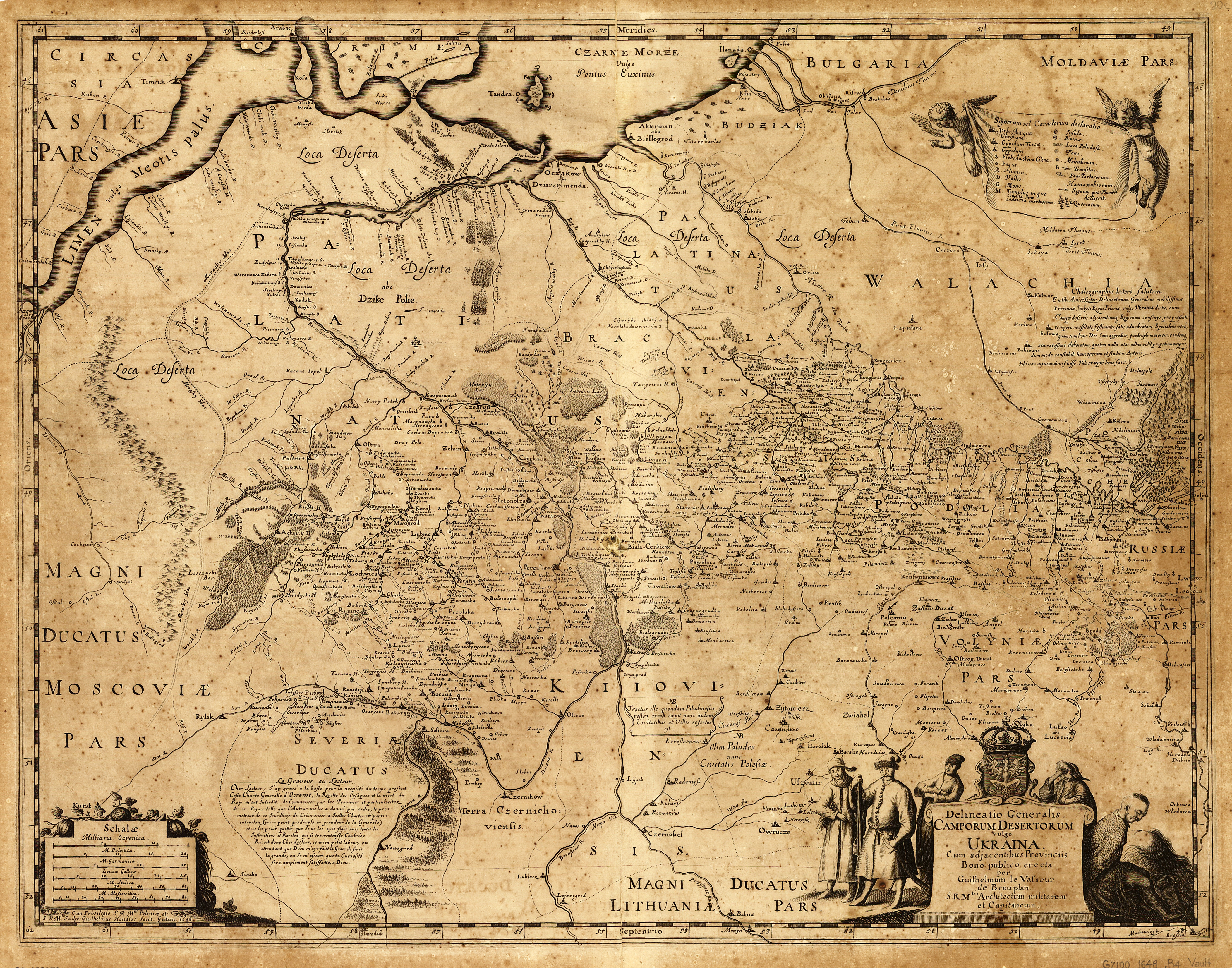
Генеральна карта України Гійома Боплана на якій Харківці підписані як «Karkow» (1648)

Село є на мапі 1800 року. З ліквідацією Київського намісництва село, як і увесь Переяславський повіт, увійшло до складу новоствореної Полтавської губернії.
У 1930-х роках, коли на державному рівні була організована боротьба з релігією в селі була спалена дерев'яна церква. Її кам'яний фундамент разом з надгробним каміням околишніх церковних поховань зберігалися до середини другої половини ХХ століття поблизу сучасного магазину. Станом на 1930 рік в селі налічувалось 269 подвір'їв і проживало 1430 осіб. Того ж року був організований колгосп «Шлях до комуни», який мав 1424 га землі, з них 1328 — орної. Під час колективізації розкуркулено 5 сімей. Загальна кількість померлих від Голодомору (1932—1933) років 200 чол., встановлено прізвища 129 чоловік, причому у 1933 році, як і скрізь, померло людей утричі більше, ніж у 1932 році. Місце поховання померлих від голоду — сільський цвинтар.
12 червня 2020 року, відповідно до розпорядження Кабінету Міністрів України № 715-р «Про визначення адміністративних центрів та затвердження територій територіальних громад Київської області», село увійшло до складу Переяславської міської громади.
17 липня 2020 року, в результаті адміністративно-територіальної реформи та ліквідації Переяслав-Хмельницького району, село увійшло до складу Бориспільського району.

## Об'єкти соціальної сфери
В селі функціонують клуб, відділення поштового зв'язку, декілька магазинів, бібліотека.

## Особистість
Уродженець села:
В селі народився сотник Максим Хоменко, який очолив Переяславське повстання.  19 липня 1666 року він вбив власною шаблею Переяславського полковника Данила Ярмоленка. Максим Хоменко був обраним полковником, розпочав разом з козаками штурмувати Переяславський замок, в якому засів московський воєвода Григорий Вердеревский. Згодом Максим Хоменко очолив оборону Золотоніської фортеці. Повстання закінчилось поразкою. Пам'ятника в селі нема. Російським окупантам є.

## Галерея

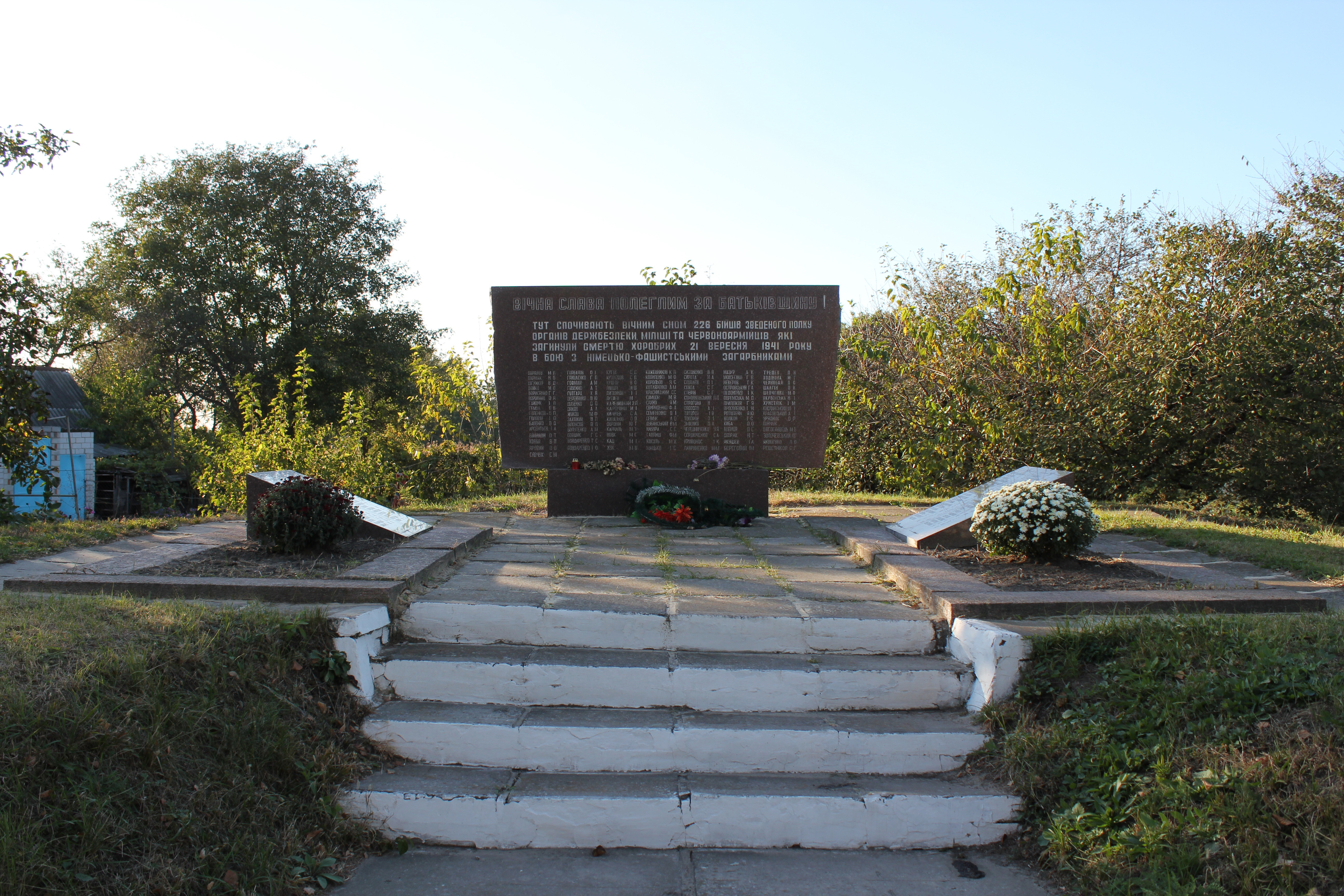
Братська могила солдат РСЧА, які загинули у німецько-радянській війні в центрі села